# Осек (Олавський повіт)
Осек (пол. Osiek) — село в Польщі, у гміні Олава Олавського повіту Нижньосілезького воєводства.
Населення — 607 осіб (2011).
У 1975-1998 роках село належало до Вроцлавського воєводства.

## Демографія
Демографічна структура станом на 31 березня 2011 року:
|          | Загалом | Допрацездатний вік | Працездатний вік | Постпрацездатний вік |
| -------- | ------- | ------------------ | ---------------- | -------------------- |
| Чоловіки | 295     | 58                 | 200              | 37                   |
| Жінки    | 312     | 59                 | 172              | 81                   |
| Разом    | 607     | 117                | 372              | 118                  |